# Лясоцин
Лясоцин (порт. Lasocin) — деревня на западе Польши, расположенная в гмине Кожухув в Новосольском повяте Любушинского воеводства. Находится в 7 км на восток от Кожухува. По состоянию на 2005 год в Лясоцине проживало 192 человека.
В Лясоцине сохранилась усадьба 1680-х годов, называемая Дворец в Лясоцине. Во время Второго раздела Речи Посполитой в 1793 году Лясоцин был присоединён к Пруссии под названием Лессендорф (нем. Lessendorf), возвращён Польше после Второй мировой войны.
С 1975 по 1998 года Лясоцин принадлежал Зелёногурскому воеводству, а затем передан Любушинскому.